# Devil’s face notes
Devil’s face notes oder auch Devil’s head notes (in deutscher Sprache sinngemäß: Banknoten mit Teufelsfratze bzw. Banknoten mit Teufelskopf) werden bestimmte Banknoten der Bank of Canada genannt.
Die Scheine der Wertigkeiten 1, 2, 5, 10, 20, 50, 100 und 1000 Dollar aus dem Jahr 1954 zeigen eine Abbildung der Königin Elisabeth II. Kurz nachdem die Banknoten erschienen waren, wurde entdeckt, dass ein Teil der Struktur des Haares der Königin einer Teufelsfratze glich. Dies hatte zur Folge, dass die Druckplatten umgehend korrigiert wurden, weshalb die Devil’s face notes seltener als die später ausgegebenen retuschierten Scheine sind.

## Quelle
- Albert Pick: Papiergeld-Lexikon. Mosaik-Verlag, München 1978, ISBN 3-570-05022-X.